# ماریا باپتیست
ماریا باپتیست (زاده ۳۰ اوت ۱۹۷۱) یک موسیقیدان (پیانیست، آهنگساز) و استاد آلمانی است. ماریا باپتیست در سال ۱۹۷۱ در برلین شرقی در خانواده ای بسیار موزیکال متولد شد. پدربزرگش نوازنده ارکستر و آهنگساز بود.

## آهنگ‌شناسی
- ماریا باپتیست TRIO، بهار در برلین (۲۰۱۰)
- ماریا باپتیست و تلمو پیرز: سینال (۲۰۰۹)
- اپوس ۲۱ – آرنولد شونبرگ: پیروت قمری به اضافه میان‌آهنگ‌های جاز اثر ماریا باپتیست (۲۰۰۷)
- ماریا باپتیست TRIO: موسیقی برای سه‌گانه من (۲۰۰۶)
- ماریا باپتیست: گاهی تنها (۲۰۰۵)
- ماریا باپتیست TRIO، رویاهای دیوانه (۲۰۰۰)